# Яндекс Воложа
Яндекс Воложа: История создания компании мечты — книга Владислава Дорофеева о компании «Яндекс» и её создателе Аркадии Воложе. Эта книга — первая из двух о российской поисковой компании: в июне 2014 года в издательстве «Манн, Иванов и Фербер» вышла «Яндекс.Книга» Дмитрия Соколова-Митрича.
Автор книги — руководитель отдела спецпроектов в ИД Коммерсантъ, автор и соавтор 20 книг разных жанров, включая сборник стихов. Номинант литературных премий АСКИ, «Национальный бестселлер», «Русский Бунин».
Главный герой, Аркадий Волож, дал Дорофееву только одно интервью. По собственному признанию автора, до написания книги он мало знал о Яндексе и Воложе. В целом, материал для книги был собран из различных источников (включая пресс-релизы) и отражает собственный авторский взгляд на героя и его компанию.
Как следует из названия книги, Аркадий Волож предстаёт единственным творцом компании, а её история — история личного успеха его создателя, игнорируя вклад другого сооснователя — Ильи Сегаловича (хотя книга вышла с посвящением ему). Собраны воедино все байки и истории из биографии Воложа — история его семьи, учёбы, карьеры. Значительная часть книги посвящена взаимоотношениям с инвесторами, государством, выходу на биржу. В деталях расписаны принципы функционирования технологий и сервисов Яндекса.
На обложке книги изображена буква «Я» с усами — намёк на усы Аркадия Воложа, хотя сам Волож ещё в 2011 году их сбрил.